# Jacinto do Prado Coelho
Jacinto de Almeida do Prado Coelho  (Lisboa, Santa Isabel, 1 de septiembre de 1920 — Lisboa, São Sebastião da Pedreira, 19 de mayo de 1984) fue un crítico literario, ensayista y universitario portugués.

## Trayectoria
Los padres del crítico portugués fueron el escritor liboeta António Diogo do Prado Coelho (Lisboa, 1885-1952) y Palmira Firmina de Almeida. Por su parte, Jacinto de Almeida do Prado Coelho es el padre del escritor Eduardo Prado Coelho.
En 1941, Prado Coelho concluyó la licenciatura en Filología Románica, en la Faculdad de Letras de la Universidad de Lisboa. En 1943, inició en esa Facultad una carrera académica que culminó en 1953, cuando fue nombrado catedrático titular de Literatura Portuguesa Moderna. Lo esencial de su actividad como investigador fue su interés por los escritores portugueses.
Prado Coelho se inició, en 1946, con una tesis muy importante en las letras del siglo XX, sobre Camilo Castelo Branco. El libro que resultó de su indagación, Introdução ao Estudo da Novela Camiliana, ha sido reeditado hasta 2001, y fue muy alabado por escritores de la talla de José Régio o Vitorino Nemésio. Además, fue responsable, desde 1965, de la publicación de las Obras de Camilo Castelo Branco; circulan más de sesenta volúmenes cuidados por él. Por todo ello se le considera un destacado camiliano. 
Trabajó, además, sobre figuras tan dispares como Camões, Almeida Garrett, Eça de Queirós o Fialho de Almeida, con gran esmero crítico. 
Por otra parte, Prado Coelho dedicó a Fernando Pessoa un ensayo seminal, titulado Diversidade e Unidade em Fernando Pessoa (1947). Otro autor de su predilección fue el poeta Teixeira de Pascoaes, al que dedicó varios artículos; de hecho, dirigió la publicación de sus Obras Completas. 
Sus tres antologías y su aportación al Dicionário das Literaturas Portuguesa, Galega e Brasileira son trabajos destacados. Entre 1975 y 1984 dirigió la revista Colóquio/Letras, editada por la Fundação Gulbenkian. Presidió el "Centro de Estudos Filológicos" (1954-1965) y la "Sociedade Portuguesa de Escritores" (1965).

## Libros
- Introdução ao Estudo da Novela Camiliana, 1946, monografía
- Diversidade e Unidade em Fernando Pessoa, 1949
- Problemática da História Literária, 1961
- A Letra e o Leitor, 1969, ensayos
- Ao contrário de Penélope, 1976, ensayos
- Originalidade da Literatura Portuguesa, 1977

### Antologías y trabajos colectivos
- O Rio de Janeiro na Literatura Portuguesa, Antología
- Poetas Pré-Românticos, Antología
- Poetas do Romanticismo, Antología
- Coordinador del Dicionário das Literaturas Portuguesa, Galega e Brasileira, 1973, 3 vols.